# Sant’Angelo a Cupolo
Sant’Angelo a Cupolo község (comune) Olaszország Campania régiójában, Benevento megyében.

## Fekvése
A megye déli részén fekszik, 50 km-re északkeletre Nápolytól, 8 km-re délre a megyeszékhelytől. Határai: Benevento, Ceppaloni, Chianche, San Leucio del Sannio, San Martino Sannita és San Nicola Manfredi.

## Története
Első említése 1168-ból származik. A következő századokban nemesi birtok volt. A 19. században nyerte el önállóságát, amikor a Nápolyi Királyságban felszámolták a feudalizmust.

## Népessége
A népesség számának alakulása:

## Főbb látnivalói
- SS. Angelo e Leonardo-templom
- San Michele-kápolna